# Feinsäge

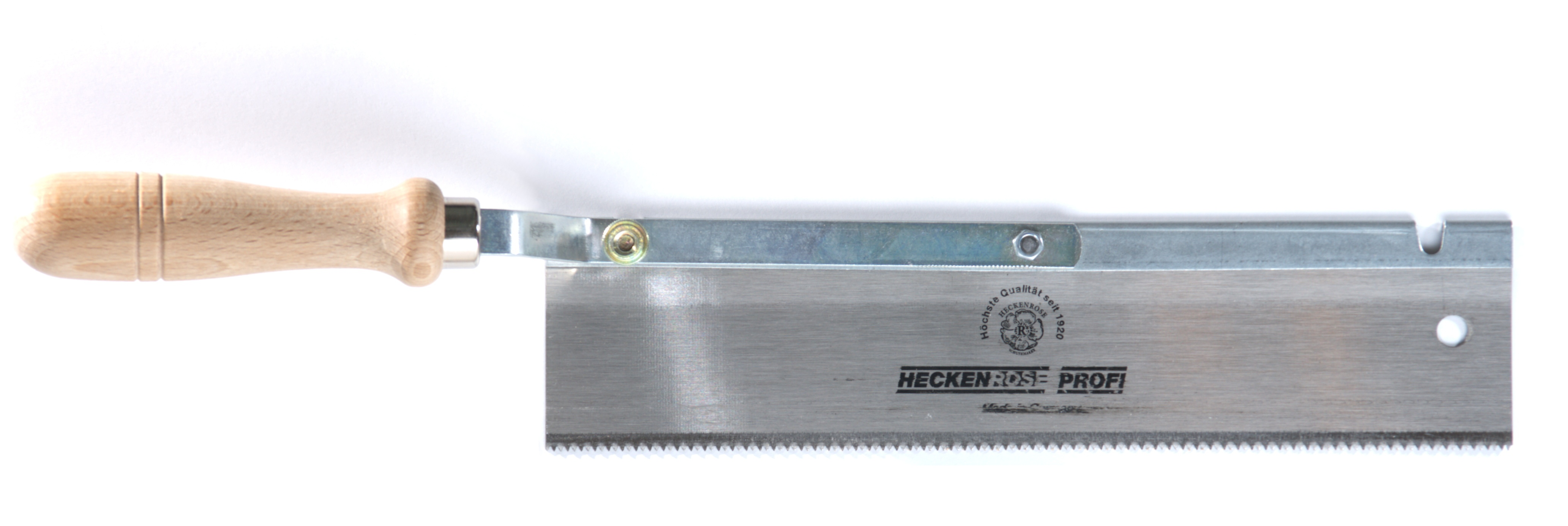
Gekröpfte Feinsäge, beidseitig verwendbar

Die Feinsäge ist eine Handsäge mit einem feingezahnten, dünnen, rechteckig geformten Sägeblatt. Der Rücken des Sägeblattes ist mit einer gebördelten U-förmigen Leiste verstärkt. Ihr Heft sitzt auf einer geraden, gekröpften oder umlegbaren Angel.
Die Zähne der Feinsäge stehen schwach auf Stoß, bei umlegbarer Angel sind sie gleichschenkelig und schneiden auf Zug und Stoß. Bei gekröpfter Angel lässt sich die Säge auf der Werkstückfläche liegend führen, um überstehende Teile zu kappen.
Die Feinsäge gehört zur Grundausstattung eines jeden Schreiners. Mit ihr lassen sich alle Arten von geraden Schnitten in Holz und Kunststoff fertigen. Benutzt wird sie für feine, nicht tief eindringende Schnitte, zum Ablängen von Leisten und Holzdübeln und zum Herstellen von Holzverbindungen.
Im Werkunterricht von Schulen wird die Feinsäge hauptsächlich zum Sägen von Brettern und Platten verwendet. Aber auch für das Sägen von Sperrholz ist die Feinsäge dann geeignet, wenn in einem Werkstück nur gerade Schnitte gefordert sind, während bei geformten Teilen die Laubsäge verwendet wird.